# Pogrom von Topoľčany
Der Pogrom von Topoľčany waren Ausschreitungen am 24. September 1945 in der slowakischen Stadt Topoľčany; die Slowakei war damals Teil der Tschechoslowakei. Nach dem offiziellen Bericht des Kreisvorsitzenden der Polizei vom 26. September 1945 gab es 47 Verletzte, davon 15 schwer. Der Pogrom von Topoľčany hat die jüdische Emigrationswelle aus der Slowakei beschleunigt.

## Vorgeschichte
Vor dem Zweiten Weltkrieg lebten in Topoľčany etwa 3200 Juden. 1945 lebten noch etwa 550 Juden in der Stadt, davon waren einige Überlebende des Holocaust, die aus dem KZ Auschwitz zurückgekehrt waren. Der damalige Slowakische Staat führte 1942 eigene Deportationen der jüdischen Bevölkerung durch, außerdem wurden Juden nach der Besetzung des Landes durch die Wehrmacht ab August 1944 massenhaft direkt in der Slowakei ermordet. Besonders Mitglieder der Hlinka-Garde hatten sich am Eigentum von Juden bereichert. Im Herbst 1945 war die Versorgung der Bevölkerung immer noch ungenügend, und auch die antisemitische Propaganda des untergegangenen Slowakischen Staates wirkte noch stark nach.

## Der Pogrom
Am Sonntag, dem 23. September 1945 wurde das Gerücht verbreitet, dass die örtliche Klosterschule von Juden bald übernommen würde. Am nächsten Vormittag versammelten sich daraufhin viele Demonstranten (die meisten waren Frauen) im Stadtzentrum und protestierten lautstark gegen die Übernahme.
Schon bald verbreitete sich das nächste antisemitische Gerücht, nämlich dass an der örtlichen Grundschule ein jüdischer Arzt die Kinder vergiftet hätte; tatsächlich gab es gerade zu dieser Zeit eine Impfung in dieser Schule. Daraufhin verprügelte der Mob den ausführenden jüdischen Arzt. Die Polizei schützte einige Juden in ihren Räumlichkeiten und rief die vor Ort stationierte Armee zur Hilfe. Einige Soldaten schlugen sich zunächst auf die Seite der gewalttätigen Demonstranten. Viele Juden wurden darauffolgend von diesen Soldaten tätlich angegriffen, die Demonstranten suchten zeitgleich in den Straßen und Häusern nach weiteren Juden. In den frühen Nachmittagsstunden kam der örtliche Armeechef mit weiteren 150 Soldaten, dadurch beruhigte sich die Lage langsam. Am späten Nachmittag trafen auch weitere Polizeikräfte aus Bratislava ein.

## Nachgeschichte
Nach dem Pogrom gab es gerichtliche Verurteilungen, jedoch wurden alle Urteile im Rahmen einer Amnestie im Jahr 1950 aufgehoben. Die meisten Juden aus der Stadt wanderten nach Israel aus. Heute soll kein Jude mehr in der Stadt wohnen. Sechzig Jahre später hat die Stadt in einer Erklärung die Ereignisse bedauert.

## Aufarbeitung
Die Ereignisse wurden im Dokumentarfilm Miluj blížneho svojho (deutsch: Liebe deinen Nächsten; Slowakei/Israel 2004) aufgearbeitet. Dieser sollte am 17. Mai 2004 im slowakischen Fernsehen gesendet werden, die Ausstrahlung wurde vom Direktor des Fernsehsenders STV, Richard Rybníček, wegen rassistischer Äußerungen verboten. Nach heftigen Protesten wurde der Dokumentarfilm eine Woche später doch im Fernsehen gezeigt und zwei Tage später wiederholt.